# Prodioctes
Prodioctes är ett släkte av skalbaggar. Prodioctes ingår i familjen Dryophthoridae.

## Dottertaxa tillProdioctes, i alfabetisk ordning[1]
- Prodioctes alternans
- Prodioctes amoenus
- Prodioctes austerus
- Prodioctes borneanus
- Prodioctes carinensis
- Prodioctes cinereiventris
- Prodioctes de haani
- Prodioctes denticulatus
- Prodioctes doriae
- Prodioctes dux
- Prodioctes fallax
- Prodioctes flavolineatus
- Prodioctes formosanus
- Prodioctes fruhstorferi
- Prodioctes gemellus
- Prodioctes geminus
- Prodioctes geniculatus
- Prodioctes haematicus
- Prodioctes heydeni
- Prodioctes interjectus
- Prodioctes kirschi
- Prodioctes lineanigra
- Prodioctes nigripennis
- Prodioctes nigrocinctus
- Prodioctes octopustulatus
- Prodioctes pavoninus
- Prodioctes quinarius
- Prodioctes quinquepustulatus
- Prodioctes rubricosus
- Prodioctes rubrovittatus
- Prodioctes serrirostris
- Prodioctes similis
- Prodioctes singhalensis
- Prodioctes subscutellaris
- Prodioctes subscutellatus
- Prodioctes surigaonis
- Prodioctes torridus
- Prodioctes trilineata
- Prodioctes tristis
- Prodioctes unicolor